# Колония
Коло́ния (от лат. colōnia) — страна, лишённая самостоятельности, находящаяся под властью иностранного государства (метрополии). Зачастую колониальный режим не предоставляет права граждан, сравнимые с правами граждан метрополии. При этом граждане метрополии пользуются в колониальных территориях большей властью и привилегиями, по сравнению с коренным населением. Образование колоний — основной инструмент расширения влияния империалистических государств (метрополий).
Колонией также может называться поселение, состоящее из выходцев из другой страны, области. Например, иноземные колонии в царской России.

## Описание
Существовало множество мотивов создания колоний: от установления контроля над природными ресурсами до просветительско-экспансионистских.
Традиционная колония обычно управлялась тонкой прослойкой людей из метрополии и местной элиты, а официальным языком является язык колонизаторов и лишь изредка язык коренного населения колонии. Население колоний ждала различная судьба — тотальное обращение в рабство (свободное государство Конго), дискриминация (Британская Индия, Японская Корея) или уравнивание в правах с жителями метрополии (Французская Гвиана).
Борьба коренных народов против колониализма и утрата этой идеей привлекательности в глазах населения метрополий привели к тому, что после Второй мировой войны произошёл развал прежних колониальных империй. Пик деколонизации пришёлся на 1960-е годы. Правда, в ряде случаев она не привела к исчезновению экономической эксплуатации новых освободившихся государств, последние продолжают испытывать экономический гнёт, их политическая независимость порой носит лишь формальный характер — см. неоколониализм.

## Цели приобретения колонийметрополиями
Экономика, торговля
- Эксплуатация природных и людских ресурсов, в ряде случаев — прямой доступ к уникальным, редким ресурсам (в том числе транзиту), стремление к монополизации мировой торговли ими;
- Оптимизация торговых путей, рынков сбыта, ликвидация неудобных инокультурных стран-посредников;
- Достижение большей безопасности торговли, её более оперативная силовая поддержка;
- Лучшая правовая защищённость торговли путём унификации правового поля, формирование имперских правовых стандартов, единой и понятной торговой культуры;

Социальная сфера, оптимизация социального баланса
- Нахождение адекватных целей для приложения усилий криминально-ориентированными пассионарными социальными слоями, снижение их «нагрузки» на общество в метрополии, порой — сбыт заключённых, обездоленных, не могущих найти себе применение, изгоев, недовольных сложившимися в обществе традициями, обычаями, предписываемой им обществом социальной ролью, вытесняемых конкуренцией;
- Управление колониями, колониальная администрация — хорошая школа для управленцев, а применение силы при разрешении значимых местных конфликтов — способ поддержания в должном тонусе имперских вооружённых сил. Формирование школы адекватной профессионально подкованной и опытной гражданской и военной бюрократии для нужд империи, практическая обкатка нового поколения чиновничества, обновление военной, политико-экономической, культурной элиты;
- Обретение бесправной по сравнению с жителями метрополии, более дешёвой или вообще бесплатной рабочей силы, в том числе «на экспорт» в места наибольшей потребности в ней и/или её импорт в метрополию на «грязные», непрестижные, но общественно-значимые работы;
- Испытание новых гражданских и военных технологий, методик, тактик, ноу-хау, экспорт вредных отходов своих производств, возможность проведения рискованных военных, научных, промышленных, природных экспериментов, деятельности, результаты которой могли бы поставить под угрозу благополучие, здоровье, жизнь жителей метрополии. В ряде случаев — удобный способ сохранения подобного в тайне от общественного мнения империи и мира;

Внешняя политика, цивилизационная экспансия
- Геостратегические интересы, формирование системы опорных пунктов в ключевых точках мира для достижения большей мобильности своих вооружённых сил;
- Контроль за передвижениями войск, флотов, торговыми путями, миграциями населения других колониальных империй, предотвращение проникновения последних в соответствующий регион, снижение их роли, мирового статуса;
- Соображения имперского престижа, обретение большего геополитического веса при заключении международных договоров, дальнейших решениях о судьбах мира;
- Цивилизационная, культурная, языковая экспансия — и посредством её упрочение авторитетности, легитимности действующей власти в метрополии, колониях и остальном мире. Превращение имперских цивилизационных стандартов в общемировые.

## Признаки колоний
- Политическая несамостоятельность, особый правовой статус, как правило отличающийся в худшую сторону от статуса полноценных провинций метрополии;
- Географическая обособленность и, в большинстве случаев, отдалённость от метрополии;
- Экономическая эксплуатация природных богатств, труда аборигенов в пользу метрополии, что часто приводит к торможению экономического развития, деградации колонии;
- Во многих случаях — этническое, религиозное, культурное или иное подобное отличие большинства аборигенов от жителей метрополии, зачастую дающее первым основания считать себя отдельной, самостоятельной общностью;
- Исторический фактор:
  - Захват территории метрополией, оккупация;
  - Лишение колонии метрополией самостоятельного правового статуса:
    - путём навязывания неравноправных, кабальных договоров местным властям о протекторате, вассалитете, «аренде», концессии, опеке, выкупе, иных форм лишения или ограничения полноты их суверенитета на территории колонии в пользу метрополии,
    - путём насаждения военной силой или инспирирование прихода к власти в колонии зависимого, марионеточного режима,
    - путём аннексии территории, формирования метрополией своей колониальной администрации,
    - путём прямого управления колонией из метрополии;

  - Иммиграция в колонию значимого числа жителей из метрополии, формирование ими органов местной власти, политико-экономической, культурной элиты;
  - Наличие межгосударственных договоров метрополии с третьими странами, торга о судьбе колонии.
- Зачастую (особенно до последней четверти XX века) — ущемление гражданских прав аборигенов по сравнению с жителями метрополии, насаждение чуждой аборигенам культуры, религии, языка, обычаев, дискриминация местной культуры, вплоть до расовой, сословной или иной сегрегации, апартеида, сгона с земли, лишения средств к существованию, геноцида;
- Во многих случаях — стремление большинства жителей колонии к изменению, улучшению своего положения.
  - Наличие явно выраженного и постоянного по времени национально-освободительного движения — стремления коренного населения к восстановлению суверенитета для самостоятельного решения своей судьбы (независимости или воссоединению с более географически-, этнически-, религиозно- и/или культурно-адекватной страной);
  - Меры со стороны метрополии по насильственному подавлению такового;
  - Иногда — долговременные территориальные претензии на эту колонию со стороны более географически-, этнически-, религиозно- и/или культурно-адекватной страны.

## Типы колоний
По типу управления, заселения и хозяйственного развития в истории колониализма выделилось три основных вида колоний:
- Переселенческие колонии
- Сырьевые колонии (или эксплуатируемые колонии)
- Смешанные (переселенческо-сырьевые колонии)

## История
Колониализм — система господства группы развитых стран (метрополий) над остальным миром в XVI—XX веках. Колониальная политика — это политика завоевания и зачастую эксплуатации военными, политическими и экономическими методами народов, стран и территорий преимущественно с инонациональным населением, как правило, экономически менее развитых.
Предпосылки колониализма зародились в эпоху Великих географических открытий, а именно в XV веке, когда португальский мореплаватель Васко да Гама открыл путь в Индию, а Колумб достиг берегов Америки. Первые колонии были основаны в Новом Свете испанцами. Ограбление государств американских индейцев способствовало развитию европейской банковской системы, росту финансовых вливаний в науку и стимулировало развитие промышленности, которая, в свою очередь, потребовала новых сырьевых ресурсов.
Для колониальной политики периода первоначального накопления капитала характерны стремление к установлению монополии в торговле с покорёнными территориями, захваты и разграбление целых стран, использование или насаждение хищнических феодальных и рабовладельческих форм эксплуатации местного населения. В порабощённых странах колониальная политика вызывала разрушение производительных сил, задерживала экономическое и политическое развитие этих стран, приводила к разграблению огромных районов и истреблению целых народов.
По мере перехода от мануфактуры к крупной фабрично-заводской промышленности колонии превращаются в их аграрно-сырьевые придатки с монокультурным направлением развития сельского хозяйства, в рынки сбыта промышленной продукции и источники сырья для растущей капиталистической промышленности метрополий. Распространение новых методов эксплуатации, необходимость создания специальных органов колониального управления, которые могли бы закрепить господство над местными народами, а также соперничество различных слоёв буржуазии в метрополиях привели к ликвидации монопольных колониальных торговых компаний и переходу захваченных стран и территорий под государственное управление метрополий.
Колониальное господство административно выражалось либо в форме «доминиона» (прямого управления колонией посредством вице-короля, генерал-капитана или генерал-губернатора), либо в форме «протектората». Колонисты образовывали полностью независимые от местного населения общины, которые комплектовались из людей самых разных сословий, включая преступников и авантюристов. Также широко были распространены религиозные общины (пуритане Новой Англии и мормоны Дикого Запада).

## Современность
Так как понятие «колония» имеет негативный оттенок, то оно сейчас не используется в официальных документах и существующие в настоящее время несамостоятельные территории обычно объединяются понятием «зависимая территория».
При этом, в зависимости от наличия самоуправления и по другим причинам, официальные статусы таких территорий варьируются — «заморские департаменты» и «заморские общины (территории)» (Франция), «коронные земли» и «заморские территории» (Великобритания), «неинкорпорированные территории» (США) и т. д. Зависимая территория с максимальным самоуправлением — «ассоциированное государство».
В основном коренные жители зависимой территории сегодня обладают такими же гражданскими правами, как и население страны-метрополии. Экономическая ситуация во многих колониях лучше, чем в соседних территориях, ставших независимыми государствами. Примерами таких колоний являются Французская Гвиана или Пуэрто-Рико.

## Эволюция значения термина
Термин колония, будучи рождён в определённом историческом контексте, вследствие смены эпох ныне может иметь отличающиеся толкования — от максимально узкого («нет соответствующего слова в статусе территории — нет колонии») до максимально расширительного («есть сепаратисты — налицо колония»). Порой термин колония носит эмоциональную, тенденциозную окраску и намеренно используется (или не используется) в пропагандистских, политических целях.
В самой радикальной националистической трактовке колониями являются любые регионы, которые на основе культурных отличий стремятся к отделению от центра. Например, Шотландию шотландские националисты рассматривают как колонию Англии, а бретонцы требуют отделения Бретани от колониальной державы Франции. В то же время формальный официальный статус ряда колониальных территорий по инициативе их метрополий и разнообразным иным причинам (в основном, соображения престижа) может варьироваться в диапазоне от «коронного владения» до «свободно ассоциированного государства» и прочих политкорректных эвфемизмов.
Попытки исследователей избавиться от такого сомнительного шлейфа терминов путём внедрения более нейтральных (аналогично паре «народ» → «этнос») пока успехом не увенчались — например, понятия «зависимая территория» и «несамостоятельная территория» не обладают искомой точностью и потому вряд ли могут послужить полноценной заменой. Поэтому отказываться от использования термина колония в настоящее время не представляется целесообразным. В качестве разумного компромисса стоит пользоваться критериями соответствия той или иной территории признакам колоний, — прежде всего по наличию географической и цивилизационной обособленности последних, серьёзного ограничения их суверенитета и наличия их эксплуатации в пользу метрополии, — с учётом сложившихся в обществе традиций применения термина колония.
В политических отношениях существует и другой термин — полуколония. Он означает государство, обладающее формальной юридической самостоятельностью, но внешняя и внутренняя политика которого фактически зависит от другого государства. Полуколония может возникнуть как в процессе экономического, политического или военного подчинения (в том числе искусственное государственное образование на оккупированных территориях), так и в процессе формального предоставления независимости государством, чьей колонией или основной территорией оно ранее являлось. Способы влияния на полуколонию могут быть различны по методике и объёму: от прямого подчинения и военного присутствия до экономического и политического покровительства и (или) зависимости. Такие государства всегда являются сателлитами покровительствующего государства, поскольку их дружественные отношения носят не равноправный характер — покровительствующее государство осуществляет на территории полуколонии деятельность, подобную той, которую осуществляет метрополия на территории колонии. Тем не менее, полуколонии благодаря формальной независимости являются независимыми государствами, признаются таковыми в международном праве, и, в отличие от колоний, могут являться членами международных организаций и субъектами международных договоров.
С колонией также не следует путать автономию, хотя многие современные автономии возникли на территориях бывших колоний. Однако автономия — это основная территория унитарного государства, граждане которой имеют право на широкое самоуправление (равное самоуправлению субъектов федеративных государств) и при этом являются гражданами того государства, территорией которого является автономия. Фактически жители автономии имеют более широкие гражданские права, чем жители колонии, поскольку они имеют весь объём прав гражданина государства и дополнительно — права, вытекающие из самоуправления. На территории автономии в полном объёме действует конституция государства, территорией которого она является (статус автономии обычно прописан на конституционном уровне), общегосударственное законодательство действует в части, не противоречащей местному законодательству, при этом право регулировать конкретные сферы деятельности своим законодательством зависит от статуса конкретной автономии в конкретном государстве.